# Accidente (filosofía)
Accidente (del griego: συμβεβηκός, symbebekós, ‘contingencia’) en filosofía, es un atributo que puede pertenecer o no a un sujeto, sin afectar su esencia. Es un concepto metafísico, procedente de la filosofía aristotélica, que designa las determinaciones de la sustancia que pueden alterarse o cambiar permaneciendo esta. No significa un "accidente" como se usa en el lenguaje común, un incidente fortuito, normalmente dañino. 
Aristóteles hizo una distinción entre las propiedades esenciales y accidentales de una cosa. Tomás de Aquino y otros teólogos católicos han empleado los conceptos aristotélicos de sustancia y accidente al articular la teología de la Eucaristía, particularmente la transubstanciación del pan y el vino en cuerpo y sangre. En este ejemplo, las sustancias del pan y del vino desaparecen (son aniquiladas) y son sustituidas por las sustancias del cuerpo y sangre de Jesucristo. Además, permanecen los accidentes del pan y del vino (peso, color, sabor, textura, etc.) y, en cambio, los accidentes del cuerpo y sangre de Jesucristo no se hacen presentes. Sustancialmente hay carne y sangre pero con la apariencia de pan y vino.
En la filosofía moderna[cita requerida], un accidente (o propiedad accidental) es la unión de dos conceptos: propiedad y contingencia. El no-esencialismo argumenta que cada propiedad es un accidente. El necesitarismo modal argumenta que todas las propiedades son esenciales y que ninguna propiedad es un accidente.

## Aristóteles

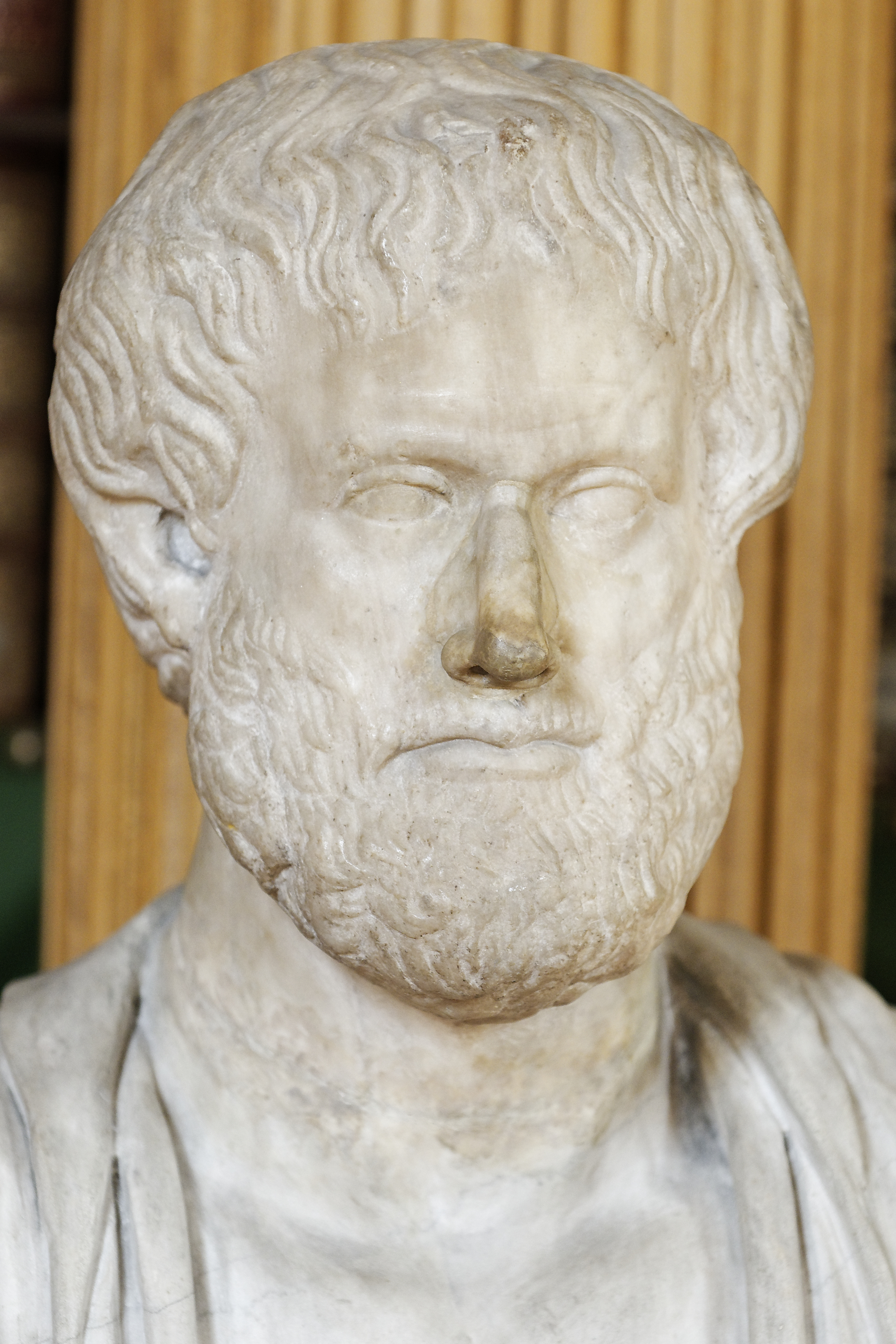
Busto de Aristóteles en la Biblioteca Mazarino, París.

Aristóteles hizo una distinción entre las propiedades esenciales y accidentales de una cosa. Por ejemplo, una silla puede estar hecha de madera o metal, pero esto es accidental por ser una silla: es decir, sigue siendo una silla independientemente del material del que está hecha. Para poner esto en términos técnicos, un accidente es una propiedad que no tiene conexión necesaria con la esencia de la cosa que se describe. Para Aristóteles, los accidentes tienen únicamente "ser" en la sustancia, existen en función de la sustancia y su ser es por tanto analógico, porque “son los modos del ser” que existen en la sustancia sin ser necesariamente tales ni constantes.
Por tomar un ejemplo, todos los solteros están solteros: esta es la propiedad necesaria o esencial de lo que significa ser soltero. Un soltero particular puede tener cabello castaño, pero esta sería una propiedad particular de ese individuo, y con respecto a su soltería sería una propiedad accidental. Y esta distinción es independiente de la verificación experimental: incluso si por alguna razón todos los hombres solteros con cabello no castaño fueran asesinados, y cada soltero existente tuviera cabello castaño, la propiedad de tener cabello castaño aún sería accidental ya que aún sería lógicamente posible que un soltero tenga cabello de otro color.
Los nueve tipos de accidentes según Aristóteles son de cantidad, cualidad, relación, lugar, tiempo, posición, posesión, acción y pasión. Junto con la "sustancia", estos nueve tipos de accidentes constituyen las diez categorías de la ontología aristotélica.
Aristóteles diferenciaba entre cambios sustanciales y cambios accidentales. Los primeros serían aquellos en los que aparece o desaparece la sustancia; solamente podrían ser dos: generación y corrupción. Los cambios accidentales, por el contrario, serían aquellos que se producirían sin que su forma sustancial variara. Aristóteles los clasificaba en tres cambios: en locales (de lugar), cuantitativos (de cantidad), cualitativos (de cualidad). Un ejemplo de cambio accidental sería, por ejemplo, que una persona se ponga morena al sol (cualitativo), o que engordara (cuantitativo), o que se mudara de ciudad (local): en esos tres casos, el ser permanece siendo el mismo en su naturaleza. La muerte o nacimiento de esa misma persona sería un cambio sustancial, pues su ser dejaría de ser, por corrupción, lo que era, o pasaría a ser, por generación, lo que es, respectivamente.
La distinción entre sustancia y accidente permite a Aristóteles romper el dilema establecido entre cambio y permanencia de las cosas del mundo físico, dilema que había quedado en evidencia desde la contradictoria metafísica de Parménides y que no había sido resuelto satisfactoriamente por la Teoría de las ideas de su maestro Platón. Así mismo, se relaciona directamente con la distinción aristotélica entre acto - potencia y materia - forma, así como con su teoría de las cuatro causas.
Sin embargo, en su Física y Metafísica, Aristóteles también se refiere a "accidentes" causados por "casualidad (τυχή)". Aristóteles podría haber agregado el azar como una causa indeterminada, que ocurre cuando dos cadenas causales se unen por accidente (συμβεβεκός). Supongamos que cavando un hoyo para poner un árbol, se encuentra un tesoro. Es accidental que el que cava un hoyo encuentre un tesoro; porque ni es lo uno consecuencia ni resultado necesario del otro, ni es ordinario tampoco que plantando un árbol se encuentre un tesoro.
Según Aristóteles, la espontaneidad y el azar son causas de algunas cosas, distinguibles de otros tipos de causas, como la simple necesidad. El azar como causa accidental reside en el ámbito de las cosas accidentales , "de lo que es espontáneo". La diferencia entre espontaneidad y qué los resultados por casualidad son que la causa de esto primero es externa, mientras que del último interna. La piedra que golpeó un hombre no cae con el propósito de golpearlo; por lo tanto cayó espontáneamente, porque podría haber caído por la acción de un agente y con el propósito de golpear. También hay un tipo de oportunidad más específica, que Aristóteles llama "suerte", que solo se aplica a las elecciones morales de las personas.
Los teólogos católicos como Tomás de Aquino han empleado los conceptos aristotélicos de sustancia y accidente al articular la teología de la Eucaristía, particularmente la transubstanciación del pan y el vino en cuerpo y sangre. Según esta tradición, los accidentes (o especies ) de la aparición de pan y vino no cambian, pero la sustancia cambia de pan y vino al Cuerpo y Sangre de Cristo.

## Filosofía moderna
En la filosofía moderna, un accidente (o propiedad accidental) es la unión de dos conceptos: propiedad y contingencia . En relación con el primero, una propiedad accidental ( symbebekos griego) es en su nivel más básico una propiedad . El color "amarillo", "alto", "número atómico 79" son todas propiedades y, por lo tanto, son candidatos para ser accidentales. Por otro lado, "oro", "platino" y "electro " no son propiedades y, por lo tanto, no se clasifican como accidentes. 
Hay dos posiciones filosóficas opuestas que también afectan el significado de este término:
- El antiesencialismo (asociado con Willard Van Orman Quine ) argumenta que no hay propiedades esenciales en absoluto y, por lo tanto, cada propiedad es un accidente.
- El necesitarismo modal (asociado con Saul Kripke) defiende la veracidad del sistema modal "Triv" (si P es verdadero, entonces P debe ser verdadero). La consecuencia de esta teoría es que todas las propiedades son esenciales (y ninguna propiedad es un accidente).